# Skylark (együttes)
A Skylark olasz power metal zenekar.

## Története
1994-ben alapította Eddy Antonini. Célja az volt, hogy a kedvenc zenei stílusait (klasszikus zene, progresszív rock, heavy metal, pop) egy együttesben vegyítse. Hozzá csatlakozott Fabio Dozzo énekes, Nico Tordini gitáros, Roberto Potenti basszusgitáros és Federico Ria dobos,  így megalakult a Skylark. Első nagylemezük 1995-ben jelent meg.

## Tagok
- Roberto Potenti - basszusgitár, gitár
- Eddy Antonini - billentyűk, zongora

## Korábbi tagok
- Ashley Watson - ének
- Fabio Dozzo - ének, vokál
- Kiara Laetitia - ének
- Nico Tordini - gitár
- Carlos Cantatore - dob
- Francesco Meles - dob
- Federico Ria - dob
- Fabrizio Romani - gitár

## Diszkográfia
- The Horizon & the Storm (1995)
- Dragon's Secret (1997)
- Divine Gates Part I: Gates of Hell (1999)
- Divine Gates Part II: Gates of Heaven (2000)
- The Princess' Day (2002)
- Wings (2004)
- Fairytales (2005)
- Divine Gates Part III: The Last Gate (2007)
- Twilights of Sand (2012)
- The Storm & the Horizon (2015)

## Egyéb kiadványok
Koncertalbumok
- Divine Gates Part IV: the Live Gate (2009)

EP-k
- Waiting for the Princess (1996)
- Belzebù (1999)

Válogatáslemezek
- After the Storm (1998)
- In the Heart of the Princess (2005)
- Divine Gates Part V Chapter I: The Road to the Light (2013)